# Stockton Heath

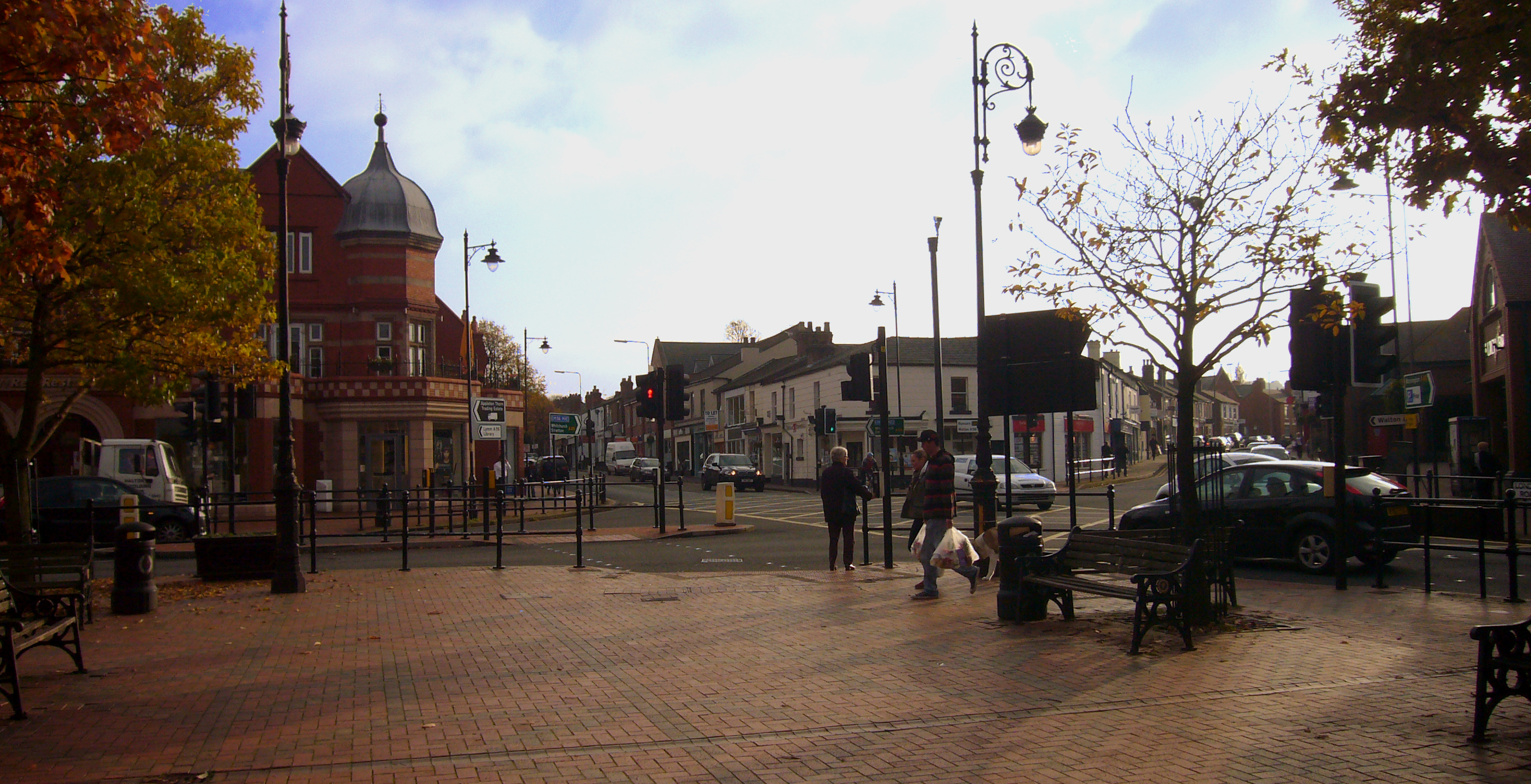
Blick auf den Victoria Square in Stockton Heath

Stockton Heath ist eine Gemeinde (civil parish) in der englischen Unitary Authority Warrington in der Region North West England. Im Jahr 2022 zählte sie 6.239 Einwohner. Stockton Heath ist ein südlicher Vorort von Warrington ist von diesem durch den Manchester Ship Canal getrennt.